# Hamer (uitgeverij)
De Stichting Uitgeverij Hamer, die bestond van 1940 tot 1945, was een Nederlandse nationaalsocialistische uitgeverij die in haar publicaties hoofdzakelijk het gedachtegoed van de Nederlandsche SS propageerde en verspreidde.

## Oprichting en doelstelling
Hamer werd op 18 november 1940 opgericht door Henk Feldmeijer, de voorman van de Nederlandsche SS. Het doel van de stichting was 'het bevorderen van de Groot-Germaanse Kultuurgemeenschap' en zij trachtte dit te bereiken door 'het uitgeven en verspreiden in den ruimsten zin des woords van boeken, brochures, tijdschriften en dag- en weekbladen'.

## Ideologie en financiering
Rond Feldmeijer groepeerde zich tijdens de bezetting een aantal intellectuelen, die het kader van de SS-propaganda zouden vormen. Vrijwel allemaal waren ze afkomstig van de 'volksche' groep rond F.E. Farwerck: Nico de Haas, de broers Herman en Reinier van Houten, H.W. van Etten, J.C. Nachenius, W.F. van Heemskerck Düker en C.L. ten Cate. Feldmeijers vertrouweling Reinier van Houten (voormalig directeur van Nenasu) werd tot directeur benoemd. Het kapitaal van de stichting werd gevormd door een jaarlijkse bijdrage van f 36.000 (omgerekend naar de waarde in 2005 is dit: € 216.000) van de Reichsführer-SS, Heinrich Himmler. Het geld kwam binnen via de Volksche Werkgemeenschap, een cultuur-politieke mantelorganisatie van de Nederlandsche SS die de voortzetting was van Farwercks organisatie Der Vaderen Erfdeel. Bij Hamer waren dan ook de uitgaven van de Duitse zusterorganisatie Ahnenerbe-Stiftung Verlag in Berlijn zonder meer verkrijgbaar.
Vormgevingsspecialist Nico de Haas ontwierp voor de uitgeverij een herkenbaar (Odin-)hamerlogo, waarmee alle uitgaven werden gesierd. Erkenning van de Vereeniging ter bevordering van de belangen des Boekhandels volgde zonder problemen. Hamer vestigde zich aan de Frankenslag 115 in Den Haag, maar werd hieruit geëvacueerd vanwege verdedigingswerken voor de Atlantikwal, waarop de uitgeverij in de Amsterdamse Stadhouderskade 40 haar intrek nam.

## Tijdschriften
Het prestigieuze en rijk geïllustreerde maandblad Hamer en het orgaan van de Werkgemeenschap, Volksche Wacht, werden al in oktober 1940 door Van Houtens onderneming uitgegeven. Hamer, dat geredigeerd werd door Nico de Haas en Gerda Schaap, moest de volkskunde in Nederland populariseren met fotoseries over oude gebruiken, klederdrachten, versierde gevelstenen en verloren gewaande Germaanse symbolen, terwijl de Volksche Wacht, aanvankelijk onder redactie van Herman van Houten, die later door Johan Theunisz en Elisa Valeton werd opgevolgd, meer wetenschappelijke pretenties op hetzelfde gebied had en kwam met doorwrochte culturele en historische essays, maar zich ook waagde aan onderwerpen over rassenkunde en artikelen opnam als 'de biologische waarde van het boerendom'. De oplagecijfers van beide bladen liepen voor Hamer op tot 18.500 exemplaren en voor Volksche Wacht tot 1.550. Sinds januari 1943 verscheen er ook een Vlaamse editie van Hamer met een oplage van 4000 stuks. De uitgave was identiek aan de Nederlandse, maar besteedde zo'n 8 tot 16 pagina's aan speciale Vlaamse onderwerpen. In maart 1944 volgde een Duitse editie, onder de titel Hammer, en bestonden er zelfs plannen voor een Noorse versie van het tijdschrift.

## Het einde
In december 1944 lagen de activiteiten zo goed als stil. Van Houten liet nog een voorraad van zo'n 4000 boeken per schip naar het noorden vervoeren en uit veiligheidsoverwegingen stuurde hij daarnaast twee kisten met manuscripten als 'Wehrmachtsgut' richting Berlijn. Toch bleef de uitgeverij nog gevestigd aan de Stadhouderskade en zag zij in januari 1945 nog kans boeken aan boekwinkels in de omgeving af te leveren. Van uitgeven was toen echter geen sprake meer. Na januari 1945 staakte Hamer, gedwongen door de tijdsomstandigheden, haar activiteiten.

## Tot slot
Met zo'n vijftig titels in het fonds (dat betekent een gemiddeld uitgaveritme van één boek per maand!) en een omzet van rond f 100.000 (2005: € 560.000) van behoorde Hamer tot de grootste nationaal-socialistische uitgeverijen. Mede dankzij het gelijknamige tijdschrift was Van Houten in staat een eigen marktsegment binnen de Nieuwe Orde naar zich toe te trekken en zo zijn onderneming een geheel eigen, succesvol gezicht te geven.

## Beknopte fondslijst

### 1941
- K.W. Boekholt, Nederland in gevaar
- L.J. del Baere, Het rassenvraagstuk
- W.F. van Heemskerck Düker en P. Felix, Wat aarde bewaarde: vondsten uit onze vroegste geschiedenis
- W.F. van Heemskerck Düker en H.J. van Houten, Zinnebeelden in Nederland
- S.J. van der Molen, Het Drentsche boerenhuis en zijn ontwikkeling
- S.J. van der Molen, De Friesche kalenderfeesten: volksgebruiken van Westlauwersch Friesland, het geheelejaar rond
- Rud. van Houten-Enger, Hoe zullen wij ons kind noemen?
- J.M.N. Kapteyn, Friezen-Saksen: twee loten van den Germaanschen stam
- J.C. Nachenius, De erfgezondheidsleer
- H. Reydon, Wat is heemkunde? boek over de geschiedenis van de eigen Nederlandse natuur en omgeving
- J.O. Plassmann, Ehr is dwang gnog
- Volksche Werkgemeenschap. Kalender 1942

### 1942
- Heinrich Eckmann, Eira en de gevangene (Eira und der Gefangene), Nederlandse vertaling Steven Barends
- W.F. van Heemskerck Düker en S.J. van der Molen, Friesland-Friezenland
- Liederenblad der Volksche Werkgemeenschap
- Herta Sellschopp, Arbeidsmeisje's zomertijd (Ein Maidensommer), Nederlandse vertaling J.A. van der Made
- A. Seyss-Inquart en G.A.S. Snijder, Redevoeringen naar aanleiding van de installatie van den Nederlandschen kultuurraad op 11 Febr. 1942 te Den Haag
- Johan Theunisz, Drie Zwolse memoriën betreffende de Hanze
- Johan Theunisz, Korte geschiedenis van ons Saksenland
- Johan Theunisz, Naar Oostland. Nederlandsche kolonisatie in Europa
- Hans Venatier, Baljuw Bartold, de groote trek naar het oosten (minstens vijf herdrukken) Boek over de kolonisatie van germaanse (lees: Duitse Nederlandse en Vlaamse) kolonisten in oost europa tijdens de middeleeuwen.
- P. Felix Claudius Civilis
- J.L. de Bock, Ick dien (over het leven in een opleidingskamp van de Nederlandse Arbeidsdienst)

### 1943
- Heinrich Eckmann, Het bloeiende leven (Das blühende Leben), Nederlandse vertaling Steven Barends. Boek over het boerenleven in het Duitsland van net na de Eerste Wereldoorlog en voor de Tweede Wereldoorlog.
- Karl Götz, Terug naar het vaderland (Die grosse heimkehr), Nederlandse vertaling A.E.C. Vuerhard-Berkhout
- J.G.N. Renaud, Oude ambachtskunst
- Johan Theunisz, De Nederlandsche Oostkolonisatie: meer in het bijzonder die in Brandenburg in de 17e eeuw tijdens de regering van den Groten Keurvorst
- Johan Theunisz, Het Rijk en de Nederlanden: over en uit het boek van Christoph Steding: 'Das Reich und die Krankheit der Europäischen Kultur'
- Johan Theunisz, Overijssel in 1795. Vanaf het uitbreken der revolutie tot het bijeenkomen van de eerste Nationale Vergadering
- K. Würer, Germaansche saamhoorigheid: de Oudgermaanse tijd (Germanische Zusammengehörigkeit). Nederlandse vertaling W.J. de Boone

### 1944
- P.A. Coenen, Exacte wetenschap en ras
- Edwin Erich Dwinger, De laatste huzaren (Die letzten Reiter), Nederlandse vertaling J.A. van der Made
- Otto Erler, Thor's gast (Thor's Gast), Nederlandse vertaling J.S. de Groot
- Moritz Jahn, Volk aan het buitenwater (Die Geschichte von den Leuten an der Aussenfohrde), Nederlandse vertaling Will. Kortekaas
- F.J. Los, Rusland tussen Azië en Europa: een geschiedkundige bijdrage tot de kennis van het Bolsjewisme
- J.C. Nachenius, Geschiedenis van het noordras
- F.C. Bursch, Onze Oudheid: de vroegste geschiedenis van Nederland en aangrenzende gebieden
- Kurt Rabl, Amerika, Rusland en Europa
- C.B. van der Tak, Stadsherstel
- Jan de Vries, De goden der Germanen
- Walther Wüst, Indogermaanse belijdenis (Indogermanisches Bekenntnis), Nederlandse vertaling Johan Theunisz

 Portaal: Fascisme en nationaalsocialisme in Nederland · Fascisme · Nationaalsocialisme